# Charles Nodier

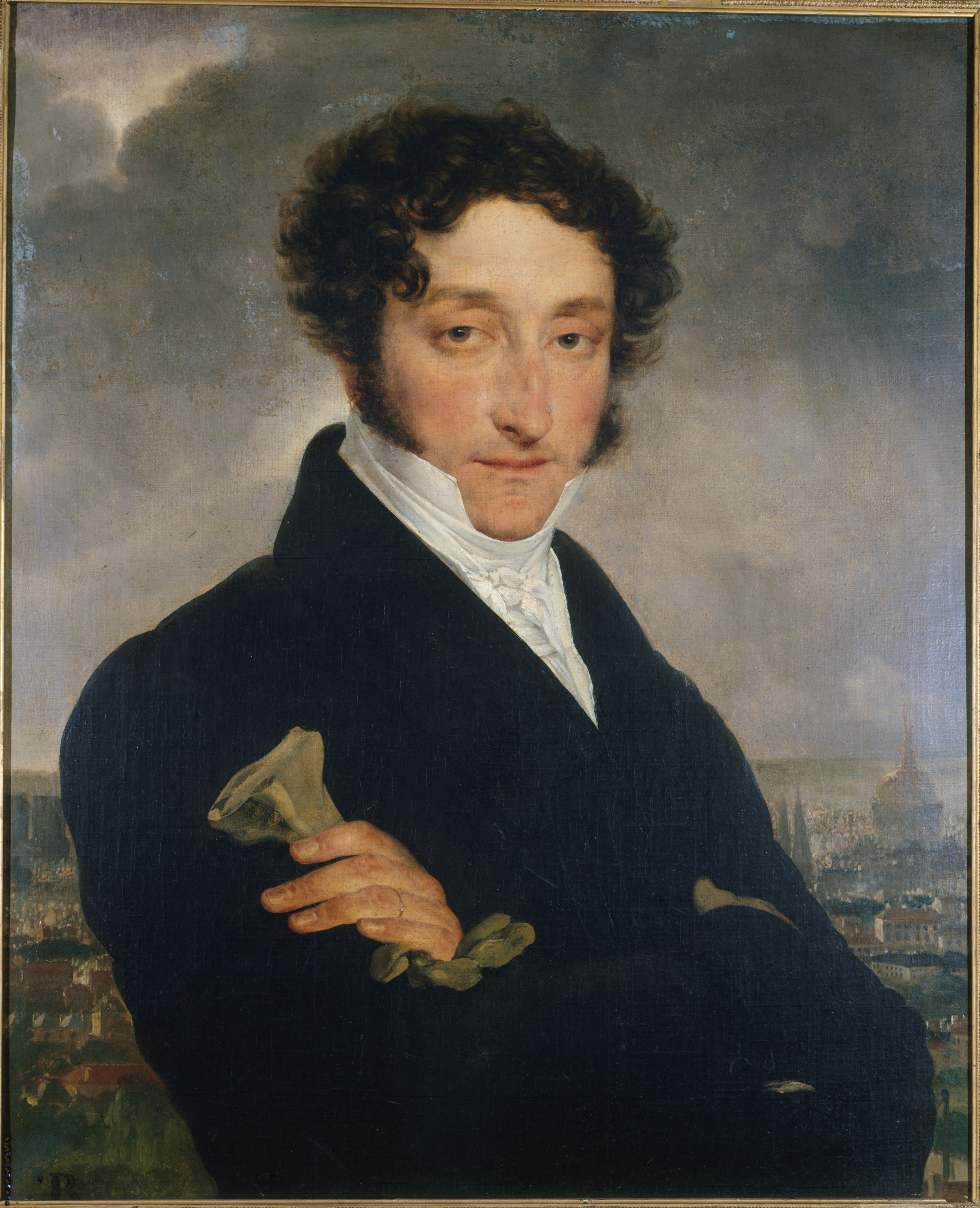
Charles Nodier

Charles Nodier (* 29. April 1780 in Besançon; † 27. Januar 1844 in Paris) war ein französischer Schriftsteller der Romantik.

## Leben und Wirken
Nodier war unehelicher, aber legitimierter Sohn eines unter der Revolution zum Bürgermeister von Besançon und zum hohen Richter aufgestiegenen Anwalts, der nach 1794 jedoch ins politische Abseits geriet. Nodier erhielt eine gute Bildung und war in seiner Heimatstadt früh politisch engagiert, allerdings auf der antirevolutionären Seite. So wurde er 1799 polizeiauffällig, als er ein pro-royalistisches Stück verfasste. 1804 kam er wegen eines satirischen Gedichts gegen Napoleon kurz ins Gefängnis. 1805 beteiligte er sich sogar an einer Verschwörung gegen den frisch zum Kaiser ausgerufenen und gekrönten Diktator. Er hatte allerdings jeweils das Glück, von einflussreichen Bekannten seines Vaters vor härteren Strafen bewahrt zu werden und irgendwo fern von Besançon untertauchen und abwarten zu können.
Immerhin trieb er in diesen turbulenten Jahren intensive insektenkundliche, sprachwissenschaftliche und literarische Studien, schriftstellerte und heiratete auch (1808). 1812 wurde er trotz seiner Vergangenheit als Oppositioneller zum Kaiserlichen Bibliothekar der neu annektierten französischen illyrischen Provinzen berufen und verbrachte ein Jahr in Laibach (Ljubljana, heute Hauptstadt von Slowenien) – ein Aufenthalt, der ihn sehr prägte.
Nach dem raschen Verlust der illyrischen Provinzen 1813 siedelte sich Nodier in Paris an, wo er bisher nur besuchsweise gewesen war und wo er nun von seiner Feder zu leben versuchte. Denn als Literat war er längst kein Unbekannter mehr: So hatte er z. B. 1803 den kleinen Roman Le Peintre de Salzbourg, journal des émotions d’un cœur souffrant und 1804 den Gedichtband Essais d'un jeune barde publiziert. Mit dem Essay Les Tristes ou Mélanges tirés des tablettes d’un suicidé verfasste er 1806 eine der ersten Abhandlungen zum Suizid. 1808 und 1810 war er mit zwei sprachwissenschaftlichen Schriften hervorgetreten. Daneben hatte er sich früh und regelmäßig in Zeitschriften als Literaturkritiker betätigt (der auch nach England und nach Deutschland schaute). Ab 1814 war er zudem als politischer Journalist aktiv, wobei er sich endlich auf der für ihn richtigen Seite einsetzen konnte, d. h. für die Sache der angestammten französischen Monarchie.

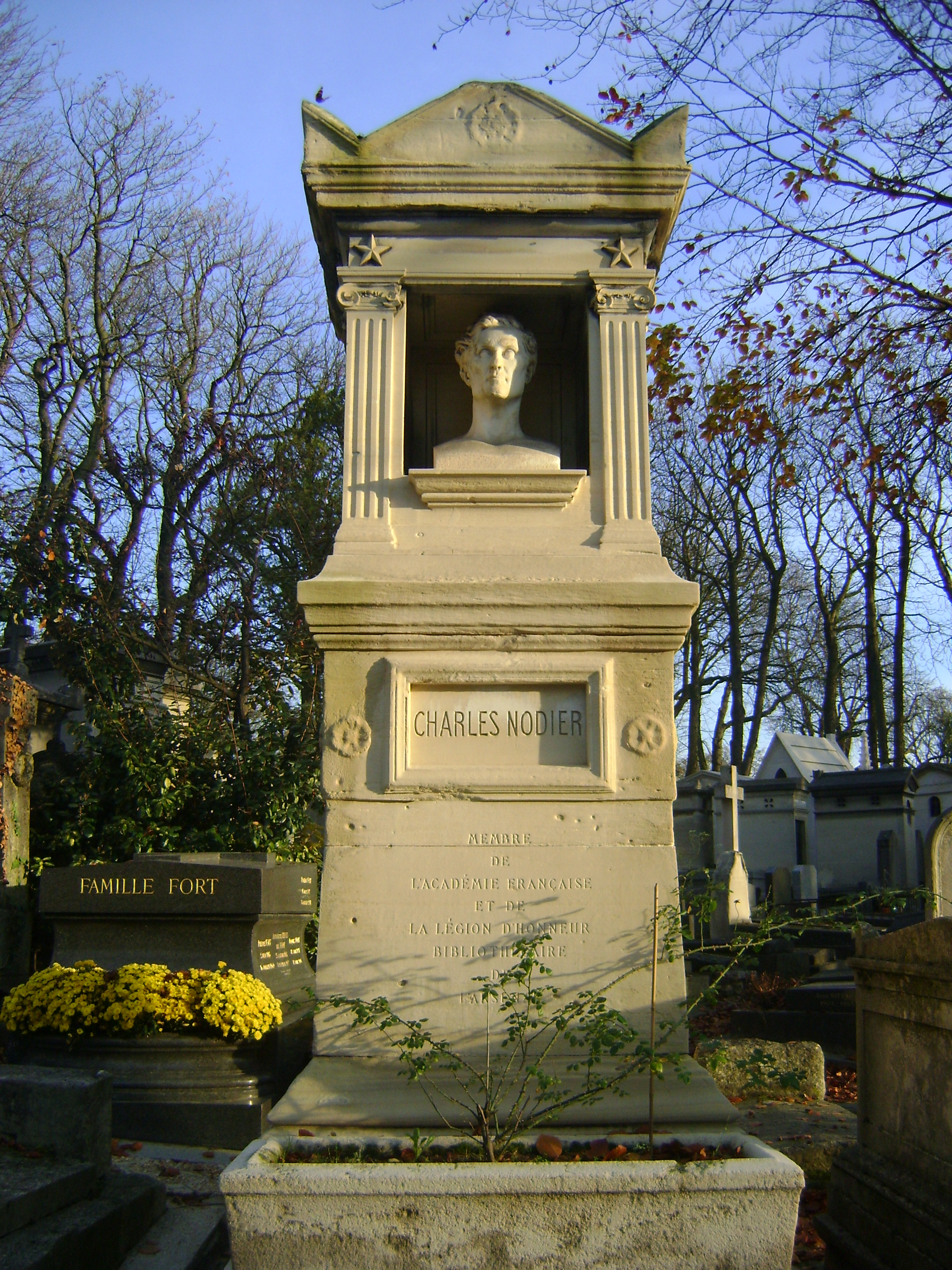
Nodiers Grab auf dem Friedhof Père-Lachaise

Seinen Durchbruch als Erzähler erzielte Nodier 1818 mit dem in Slowenien spielenden Räuberroman Jean Sbogar, der tragisch endenden Geschichte eines sozial engagierten, edlen Banditen. Zwar schrieb er hiernach noch vier weitere Romane, doch verbindet sich sein Name in der Literaturgeschichte vor allem mit den zahlreichen Novellen, die er in den 1820er und 1830er Jahren verfasste, darunter viele Grusel-Novellen nach englischen und deutschen Vorbildern (z. B. Smarra ou les Démons de la nuit, 1821; Trilby, 1822; La Fée aux miettes, 1832), mit denen er die „schwarze Romantik“ der Gespenster- und Schauergeschichten in Frankreich einführte.
Nach seiner Ernennung zum Direktor der Pariser Bibliothèque de l’Arsenal (1824) unterhielt Nodier in seiner Dienstwohnung einen literarischen Salon, der zum wichtigsten Treffpunkt der ersten Romantikergeneration wurde, d. h. der etwas jüngeren Autoren um Victor Hugo. Deren baldigen politischen Schwenk vom Royalismus zum Republikanismus und Liberalismus vollzog er jedoch nicht mit, was 1833 seine Aufnahme in die Académie française sehr erleichterte.
Nodier gehört zwar nur der zweiten Reihe der größeren französischen Autoren an, spielte jedoch eine wichtige Rolle als Mitbegründer der Romantik in Frankreich.